# 3G
3G je skupno ime za treću generaciju mobilne telefonije.
3G omogućava brzine do oko 14 MBit/s. Ovo omogućava prijenos ne samo teksta i zvuka nego i pokretnih slika, televizije i ostalih usluga. Sam standard 3G sadrži više podstandarda kao UMTS (europski i japanski 3G), TD-SCDMA (kineski 3G) i CDMA2000 (američki 3G). Preovladavajući standard je UMTS čiji su najveći zagovornici Ericsson i Nokia.

## Povijest
Europski parlament i vijeće ministara EU su krajem 1998. odlučili da sve zemlje članice EU moraju omogućiti uvođenje treće generacije mobilne telefonije u svojim zemljama najkasnije do 1. siječnja 2002. godine. Ovo je dovelo do stvaranja jedinstvenog tržišta unutar Europe i brzo uvođenje 3G standarda u većini europskih zemalja.

## Standardi unutar 3G
- UMTS
- CDMA2000
- WCDMA
- TD-SCDMA